# هيوستن دينامو
هيوستن دينامو (بالإنجليزية: Houston Dynamo)‏ هو نادي كرة قدم أمريكي ينافس في الدوري الأمريكي الدرجة الأولى. تأسس النادي في 15 ديسمبر 2005 نتيجة لانتقال لاعبو ومدربو فريق سان خوزيه إيرثكويكس إلى مدينة هيوستن وتغيير شعار واسم الفريق. لم يحتفظ الفريق بإحصائيات وألقاب فريق إيرثكويكس.
حقق النادي نجاحا كبيرا فور تأسيسه إذ فاز بلقب الدوري الأمريكي مرتين على التوالي في أول موسمين يشارك فيهما. يشكل ناديا دينامو ونادي دالاس ديربي تكساس للقرب الجغرافي بين الناديين.

## وصلات خارجية
- الموقع الرسمي